# Bianco di Pitigliano
Bianco di Pitigliano ist eine Wein-Denomination (Denominazione di origine controllata – DOC) in der italienischen Provinz Grosseto in der Region Toskana. Die Produktionsvorschriften wurden erstmals am 28. März 1966 erlassen und zuletzt am 7. März 2014 aktualisiert.

## Erzeugung
Laut Produktionsvorschriften dürfen folgende weiße Weintypen erzeugt werden:
- Bianco di Pitigliano
- Bianco di Pitigliano Superiore
- Bianco di Pitigliano Spumante
- Bianco di Pitigliano Vin Santo.

Die Weine können aus folgenden Rebsorten produziert werden:
- 40–100 % Trebbiano Toscano
- 0–60 % Greco Bianco, Malvasia Bianca Lunga, Verdello, Grechetto, Ansonica, Chardonnay, Sauvignon Blanc, Viognier, Pinot bianco und Riesling – jeweils einzeln oder gemeinsam
- höchstens 15 % andere weiße Rebsorten, die für den Anbau in der Region Toskana zugelassen sind, dürfen zugesetzt werden.

## Anbau
Der Anbau der Reben ist zugelassen in den Gemeinden Pitigliano und Sorano sowie in Teilen der Gemeinden von Scansano und Manciano.
Im Jahr 2016 wurden von 187 ha Rebfläche 16.061 hl DOC-Wein erzeugt.

## Beschreibung
Die Weine erhielten folgende offizielle Beschreibungen:

### Bianco di Pitigliano
- Farbe: mehr oder weniger intensives Strohgelb
- Geruch: fein und zart
- Geschmack: trocken, frisch, leicht spritzig, mit einem leicht bitteren Nachgeschmack, mittlerer Körper
- Alkoholgehalt: mindestens 11,0 Vol.-%
- Säuregehalt: mind. 4,5 g/l
- Trockenextrakt: mind. 16,0 g/l

### Bianco di Pitigliano Superiore
- Farbe: mehr oder weniger intensives Strohgelb
- Geruch: fein und zart
- Geschmack: trocken, frisch, leicht spritzig, mit einem leicht bitteren Nachgeschmack, mittlerer Körper, weich
- Alkoholgehalt: mindestens 12,0 Vol.-%
- Säuregehalt: mind. 4,5 g/l
- Trockenextrakt: mind. 16,0 g/l

### Bianco di Pitigliano Spumante
- Perlage: fein und anhaltend
- Farbe: strohgelb mit grünen Reflexen
- Geruch: sanft
- Geschmack: von sehr trocken bis trocken, lebhaft, herb, mit einem leicht bitteren Nachgeschmack
- Alkoholgehalt: mindestens 11,5 Vol.-%
- Säuregehalt: mind. 5,0 g/l
- Trockenextrakt: mind. 16,0 g/l

### Bianco di Pitigliano Vin Santo
- Farbe: blass, von bernsteinfarben bis braun
- Geruch: ätherisch, warm, charakteristisch
- Geschmack: von trocken bis süß, harmonisch, samtig, abgerundet für den Typ lieblich
- Alkoholgehalt: mindestens 12,0 Vol.-%, mit einem Rest von mindestens 4 % potentiellem Alkoholgehalt
- Säuregehalt: mind. 4,5 g/l
- Trockenextrakt: mind. 22,0 g/l